# Non è mai un errore
Non è mai un errore è una canzone di Raf, pubblicata come secondo singolo estratto dall'album Metamorfosi nel 2008. La canzone è stata scritta da Raf con Saverio Grandi e Pacifico.

## Il brano
Il testo narra la storia di due persone che stanno per lasciarsi ma che in fin dei conti ancora sentono di provare qualcosa, però si evitano proprio per la paura di rincontrarsi.

## Il video
Il videoclip del brano è stato girato dal regista partenopeo Claudio D'Avascio. Nel video, registrato interamente in studio in chroma key, vengono fatti riferimenti all'illustratore Milo Manara ed al regista Federico Fellini.

## Classifiche
| Classifica (2008/09) | Posizione |
| -------------------- | --------- |
| Italia               | 14        |